# Eupithecia diegata
Eupithecia diegata är en fjärilsart som beskrevs av Mcdunnough 1940. Eupithecia diegata ingår i släktet Eupithecia och familjen mätare. Inga underarter finns listade i Catalogue of Life.